# Graafschap Soissons

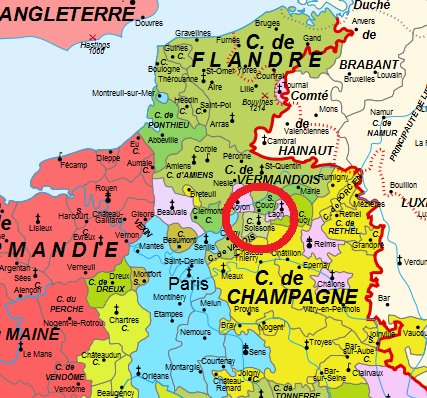

Het Graafschap Soissons ontstond aan het eind van de negende eeuw als een teken van erkenning voor het tegenhouden van de Vikingen achter de rivier de Oise door Herbert I van Vermandois in 889, een afstammeling van Karel de Grote. De hoofdstad van het graafschap was de stad Soissons.

## Graaf van Soissons

### Karolingen
- Herbert I van Vermandois (889-907)
- Herbert II van Vermandois (907-930)
- Gwijde I van Soissons (943-986)

### Angevins
- Adelise van Soissons (986-1019), gehuwd met Nocher II van Bar

### Bar-sur-Aube
- Reinoud I van Soissons (1019-1057)
  - samen met zijn zoon Gwijde II van Soissons (1042-1057)
- Adelheid van Soissons (1057-1076), dochter van Reinoud, gehuwd met Willem Busac

### Huis Normandië
- Reinoud II (1076-1099)
- Jan I van Soissons (1099-1115)
- Reinoud III (1115-1141)

### Huis Nesle
- Ivo van Soissons (1141-1178)
- Cono van Soissons (1178-1180)
- Rudolf I van Soissons (1180-1235)
- Jan II (1235-1272)
- Jan III (1272-1286)
- Jan IV (1286-1302)
- Jan V (1302-1304)
- Hugo van Soissons (1304-1305)
- Margaretha van Soissons (1305-1344), dochter van Hugo, gehuwd met Jan van Beaumont
- Johanna van Henegouwen (1344-1350), gehuwd met Lodewijk I van Blois

### Huis Châtillon
- Lodewijk II van Blois (1350-1367)

### Baronie Coucy
- Engelram VII van Coucy (1367-1397)
- Maria van Coucy (1397-1404), zij werd gedwongen het graafschap te verkopen aan hertog Lodewijk I van Orléans.

### Huis Bar
- Robert van Bar (1412-1415), zoon van Maria van Coucy.
- Johanna, gehuwd met Lodewijk van Saint-Pol

### Huis Luxemburg
- Jan VI (1462-1476)
- Peter II van Saint-Pol (1476-1482)
- Maria van Saint-Pol (1482-1547), gehuwd met Karel van Bourbon-Vendôme.

### Huis Bourbon
- Jan VII, (1547-1557) kleinzoon van Maria van Saint-Pol
- Lodewijk I van Bourbon-Condé, (1557-1569),  prins van Condé, broer van Jan VII
- Karel van Bourbon-Soissons (1569-1612)
- Lodewijk II (1612-1641)
- Maria van Bourbon-Soissons (1641-1656), gehuwd met Thomas Frans van Savoye-Carignano

### Huis Savoye-Carignano
- Eugenius Maurits van Savoye-Carignano (1656-1673)
- Lodewijk Thomas van Savoye-Carignano (1673-1702)
- Thomas Emmanuel van Savoye-Carignano (1702-1729)
- Eugène Jean François van Savoye-Carignano (1729-1734)

Met de dood van Eugene Jean verdween de titel "Graaf van Soissons" en kwam het graafschap in handen van de Franse kroon. De enorme erfenis van Prins Eugene, die  zonder testament stierf, viel toe aan zijn naaste overlevende verwant, Eugene Jean's tante, Anna Victoria van Savoye.